# Regione di Northern Peninsula Area
La regione di Northern Peninsula Area è una Local Government Area che si trova nel Queensland. Si estende su una superficie di 1.071,9 chilometri quadrati e ha una popolazione di 2.298 abitanti. La sede del consiglio si trova a Bamaga.